# Актау (Росія)
Акта́у (рос. Актау, башк. Аҡтау) — присілок (колишнє селище) у складі Баймацького району Башкортостану, Росія. Входить до складу Акмурунської сільської ради.
Населення — 266 осіб (2010; 283 в 2002).
Національний склад:
- башкири — 100%